# Stor-Klumpvattnet
Stor-Klumpvattnet är en sjö i Strömsunds kommun i Jämtland och ingår i Indalsälvens huvudavrinningsområde. Sjön har en area på 0,735 kvadratkilometer och ligger 450,2 meter över havet. Sjön avvattnas av vattendraget Öjån.

## Delavrinningsområde
Stor-Klumpvattnet ingår i det delavrinningsområde (710148-146023) som SMHI kallar för Utloppet av Stor-Klumpvattnet. Medelhöjden är 481 meter över havet och ytan är 5,01 kvadratkilometer. Räknas de 16 avrinningsområdena uppströms in blir den ackumulerade arean 73,5 kvadratkilometer. Öjån som avvattnar avrinningsområdet har biflödesordning 3, vilket innebär att vattnet flödar genom totalt 3 vattendrag innan det når havet efter 271 kilometer. Avrinningsområdet består mestadels av skog (83 procent). Avrinningsområdet har 0,73 kvadratkilometer vattenytor vilket ger det en sjöprocent på 14,6 procent.